# René Daveluy
Pour les articles homonymes, voir Daveluy.
Le contre-amiral Marie Isidore René Daveluy, né le 21 octobre 1863 à Étampes et mort le 19 janvier 1939 à Tunis, est un fusilier, torpilleur et explorateur français, créateur de l'aéronautique navale française. On lui doit l'invention du périscope pour les sous-marins.

## Biographie
René Daveluy, fils de Xavier Daveluy, notaire à Étampes, et de Sophie Charroy, est né à Étampes, alors en Seine-et-Oise, le 21 octobre 1863, mort à Tunis (Tunisie), le 19 janvier 1939. Il est le neveu de saint Antoine Daveluy, évêque de Séoul mort martyr en 1866.
Il se marie dans le 16e arrondissement de Paris le 9 novembre 1897, avec Gabrielle Delphine Amélie Dupont (7 juillet 1868 - 12 mars 1933) qui lui donne une fille, Simone Daveluy.
Il est le beau grand-père de l'ingénieur général de l'Armement André Gempp, père du Bathyscaphe FNRS 3, et l'arrière-grand-père du vice-amiral d'escadre Benoît Chomel de Jarnieu, directeur du personnel de la Marine nationale. Il entretint une correspondance avec sa cousine Marie-Claire Daveluy, écrivain québécois.
René Daveluy est diplômé de l'École supérieure de Marine, membre de l'Académie de marine à partir de 1921 et de l'Académie du Var, attaché naval à l'ambassade de France à Tunis.
En 1897 et 1898, il est commandant du premier sous-marin français, le Gymnote, où il est cité à l'ordre du jour pour un accident survenu sur le bâtiment. Le ministre de la Marine Théophile Delcassé l'autorise à apprendre à piloter les aéroplanes.Sous sa responsabilité, en janvier 1910, la Marine Nationale détache dans les écoles de pilotage Henri Farman, et Louis Blériot. Daveluy est le premier commandant de la Base d'aéronautique navale de Fréjus-Saint Raphaël, en 1912, puis le commandant de la première division de l'Armée navale en 1916. Chef d'État-major de l'amiral commandant la flotte de la Méditerranée, il est un des acteurs de la démonstration navale du 1er octobre 1916 contre le roi Constantin Ier de Grèce.
Co-inventeur, avec Louis-Hippolyte Violette, du périscope pour les sous-marins , il contribue fortement à développer la pensée stratégique, et préconise très tôt l'emploi des sous-marins et la création de l'aviation maritime avant la Première Guerre mondiale.
Historien maritime de réputation mondiale[réf. nécessaire], aimant les montres et les calculs[réf. souhaitée], il rend de grands services à Richard-Foy, commandant de l'aviso la Meurthe, dans l'exploration de l'archipel Crozet en 1887. Il commande des torpilleurs à la Défense mobile de Rochefort, d'Algérie, et de Cherbourg en 1895 et 1896, en Tunisie de 1900 à 1902. Il commande également le contre-torpilleur Faucon en 1908 et 1909, le cuirassé Courbet en 1915. Il fait les campagnes de Madagascar, du Siam, et de la Première Guerre mondiale.

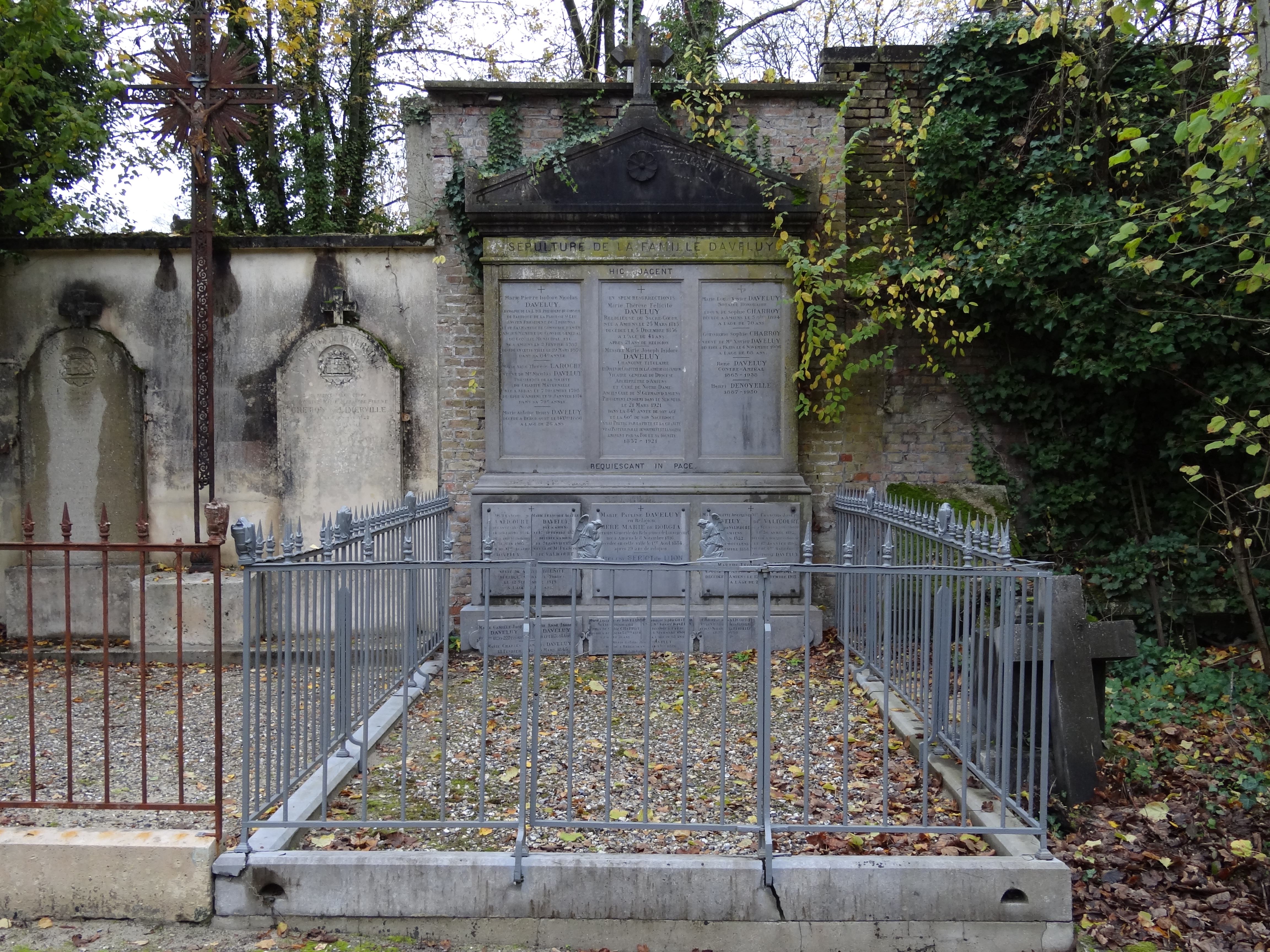
La tombe de René Daveluy au cimetière de La Madeleine d'Amiens (Somme).

Il est inhumé dans le caveau familial à Amiens, au cimetière de La Madeleine, à quelques pas de Jules Verne.

## Publications
- Utilisation militaire des sous-marins, 1900
- Étude sur le combat naval, 1902
- L'esprit de la guerre navale (en 3 vol. : 1, La stratégie ; 2, La tactique ; 3, L'organisation des forces)
- La lutte pour l'empire de la mer (la guerre russo-japonaise de 1905), Presses du Midi, 1906 (réédition 2014, sur La boutique de la cambuse des introuvables)
- Les évènements de Grèce, 1917
- Les enseignements maritimes de la guerre anti-germanique de 1914-1918, Presses du Midi, 1919 (réédition 2014, sur La boutique de la cambuse des introuvables)
- L'action maritime pendant la guerre anti-germanique (en 2 vol.), 1920
- Ma famille, 1934
- Réminiscences : mémoires (en 2 vol.), Economica, 1939 (réédition 1995)
- Mémoires maritimes, éd. par Pierre Daveluy de Pierregot, 1993
- Ma famille (du manuscrit de 1936), éd. par Pierre Daveluy de Pierregot, 2008

## Décorations
- Officier de la Légion d'honneur (31 décembre 1912)[3]
- Médaille commémorative de Madagascar
- Médaille commémorative de l'expédition du Tonkin 1885
- Chevalier de l'ordre du Mérite agricole
- Officier de l'Instruction publique
- Officier de l'ordre du Nichan Iftikhar
- Officier du Ouissam alaouite marocain
- Cordon et frange de soie de l'ordre Kin tien Tam de l'Annam
- Officier de l'ordre du Dragon d'Annam
- Croix de Sidi Ali de la Grande Comore[réf. souhaitée]
- Grand-croix de l'ordre du Mérite naval d'Espagne
- Commandeur de l'ordre de Saint-Stanislas de Russie
- Commandeur de l'ordre impérial de François-Joseph d'Autriche
- Commandeur de l'ordre des Saints-Maurice-et-Lazare

## Sources et bibliographie
- Pierre Gaston Fulgence Daveluy de Pierregot, Les Daveluy : une illustre famille picarde, Jerryngrid, 1998
- Pierre Gaston Fulgence Daveluy de Pierregot, Le Daveluyvien, Service historique de la Marine, 2009
- Étienne Taillemite, Dictionnaire des marins français, Paris, Tallandier, 21 mai 2002, 573 p. (ISBN 978-2-7028-7653-4 et 2-7028-7653-6)
- Amiral Benoit Chomel de Jarnieu, Daveluy, contre-amiral ou « C'est le plus têtu qui gagne », Presses du Midi, 2014 (DAVELUY ou C'est le plus têtu qui gagne, sur La boutique de la cambuse des introuvables)
- Marthe de Valicourt, Nos souvenirs de famille, Presses du Midi, 2014 (Nos souvenirs de famille, de M. de VALICOURT, sur La boutique de la cambuse des introuvables)